# اندیس صدف ساحلی چابهار
صدف ساحلی چابهار یک اندیس غیرفلزی است که در حوالی شهر چابهار استان سیستان و بلوچستان قرار دارد و مادهٔ معدنی موجود در آن، صدف است.سنگ میزبان این اندیس آلوویوم است و دیرینگی آن به دوران عهدحاضر می‌رسد. 